# Odbor za finance in kreditno-monetarno politiko Državnega zbora Republike Slovenije
Odbor za finance in kreditno-monetarno politiko je bivši odbor Državnega zbora Republike Slovenije.
V 2. državnem zboru Republike Slovenije je odbor nadomestil Odbor za finance in monetarno politiko.

## Sestava
1. državni zbor Republike Slovenije
- izvoljen: 23. februar 1993
- predsednik: Janez Kopač
- podpredsednik: Stane Frim, Ludvik Toplak (do 9. novembra 1993), Franc Zagožen (23. december 1993-29. junij 1994), Janez Vindiš (od 29. junija 1994)
- člani: Franc Horvat, Ivo Hvalica (do 31. marca 1995), Janez Kocijančič (do 7. februarja 1996 in od 28. maja 1996), Jožef Kocuvan (od 25. julija 1996), Jože Kopše (do 31. januarja 1996), Sašo Lap (do 31. marca 1995), Maksimiljan Lavrinc, Andrej Lenarčič (10. oktober 1994-31. januar 1996), Jože Lenič, Alojzij Metelko, Igor Omerza, Peter Petrovič (od 10. oktobra 1994), Jana Primožič, Herman Rigelnik (do 14. septembra 1994), Nada Skuk (od 25. julija 1996), Leo Šešerko (do 31. maja 1995), Zoran Thaler (do 25. maja 1995), Janez Zupanec (od 23. maja 1995)